# 樱花日语
樱花日语是中国大陆一家日语教育培训机构，隸屬於新世界教育集团，成立於1997年。櫻花日語在中華人民共和國各地都设有分校，教材使用和日本出版社合作编写的教材。該教育機構曾因虛假宣傳、對投訴的消費者威脅恐嚇、課程縮水、無办理留学业务的资质且拒退學費等各種問題而屢見報端。

## 外部鏈接
- 官方网站